# لونجان (فاكهة)
اللونجان هي شجرة فاكهة استوائية أصلها من جنوب الصين ولكن يمكن إيجادها أيضاً في جنوب شرق آسيا.

## الوصف
الشجرة يمكن أن تنمو حتى 6 إلى 7 أمتار، والنبات حساس جدا للصقيع. اللونجان من الأشجار التي تتطلب تربة رملية ودرجات حرارة لا تقل عادة عن 4.5 درجة مئوية (40 درجة فهرنهايت). اللونجان والليتشي تثمر في نفس الوقت تقريبا من السنة.
واللونجان ويعني الاسم ("عيون التنين") ذلك لأن التشابه بين الفاكهة ومقلة العين.

## وصلات خارجية
- فواكه المناطق الحارة : اللونجان
- اللونجان)
- منظمة الأغذية والزراعة في الأمم المتحدة